# Pisanka (Ba Lan)

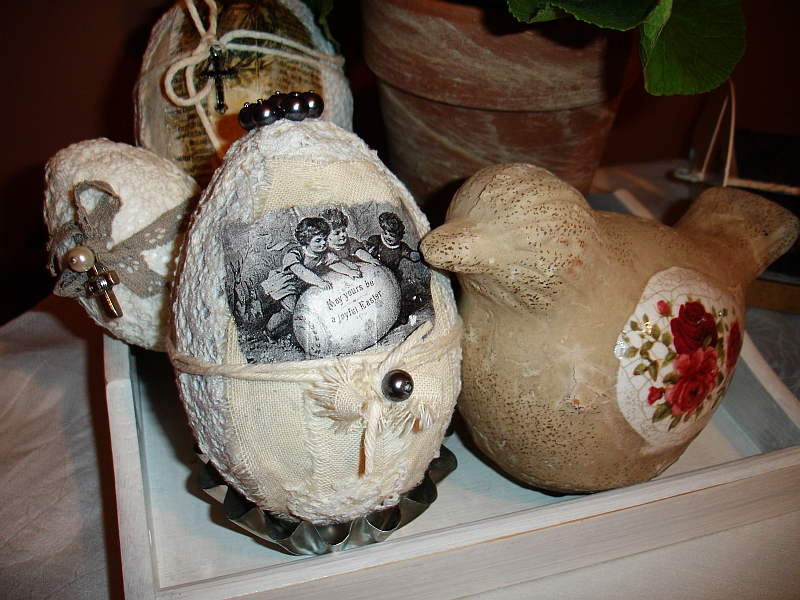
Trứng phục sinh Ba Lan

Pisanka Ba Lan (số nhiều pisanki) hoặc jaja wielkanocne  (trứng Phục sinh); piski, kraszonki  là tên gọi chung của trứng (thường là gà, mặc dù trứng ngỗng hoặc trứng vịt cũng được sử dụng) được trang trí rất phong phú bằng nhiều kỹ thuật khác nhau. Từ pisanka có nguồn gốc từ động từ 'pisać' mà trong tiếng Ba Lan đương đại có nghĩa là 'viết' nhưng trong tiếng Ba Lan cổ cũng có nghĩa là 'vẽ'. Bắt nguồn từ một truyền thống ngoại giáo, pisanki đã được Kitô giáo tiếp thu để trở thành quả trứng Phục sinh truyền thống. Pisanki hiện được coi là tượng trưng cho sự hồi sinh của tự nhiên và hy vọng mà các Kitô hữu có được từ niềm tin vào sự phục sinh của Chúa Giêsu Kitô. 

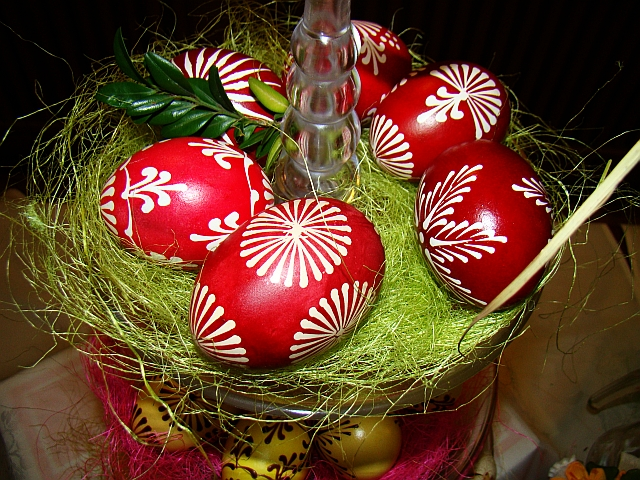
pisanki

Có nhiều loại pisanki, dựa trên kỹ thuật và cách chuẩn bị được thực hiện:

## Krasnoyanki
Krasnzanki (đôi khi được gọi là malowanki hoặc byczki) được tạo ra bằng cách đun sôi một quả trứng trong thuốc sắc của thực vật hoặc các sản phẩm tự nhiên khác. Màu sắc của kraszanka phụ thuộc vào loại sản phẩm được sử dụng:
- - nâu: vỏ hành tây;
  - đen: vỏ cây sồi hoặc alder hoặc vỏ quả óc chó;
  - vàng: vỏ cây táo non hoặc hoa cúc vạn thọ;
  - tím: cánh hoa của hoa râm bụt;
  - xanh lá cây: chồi của lúa mạch đen non hoặc lá cây dừa cạn;

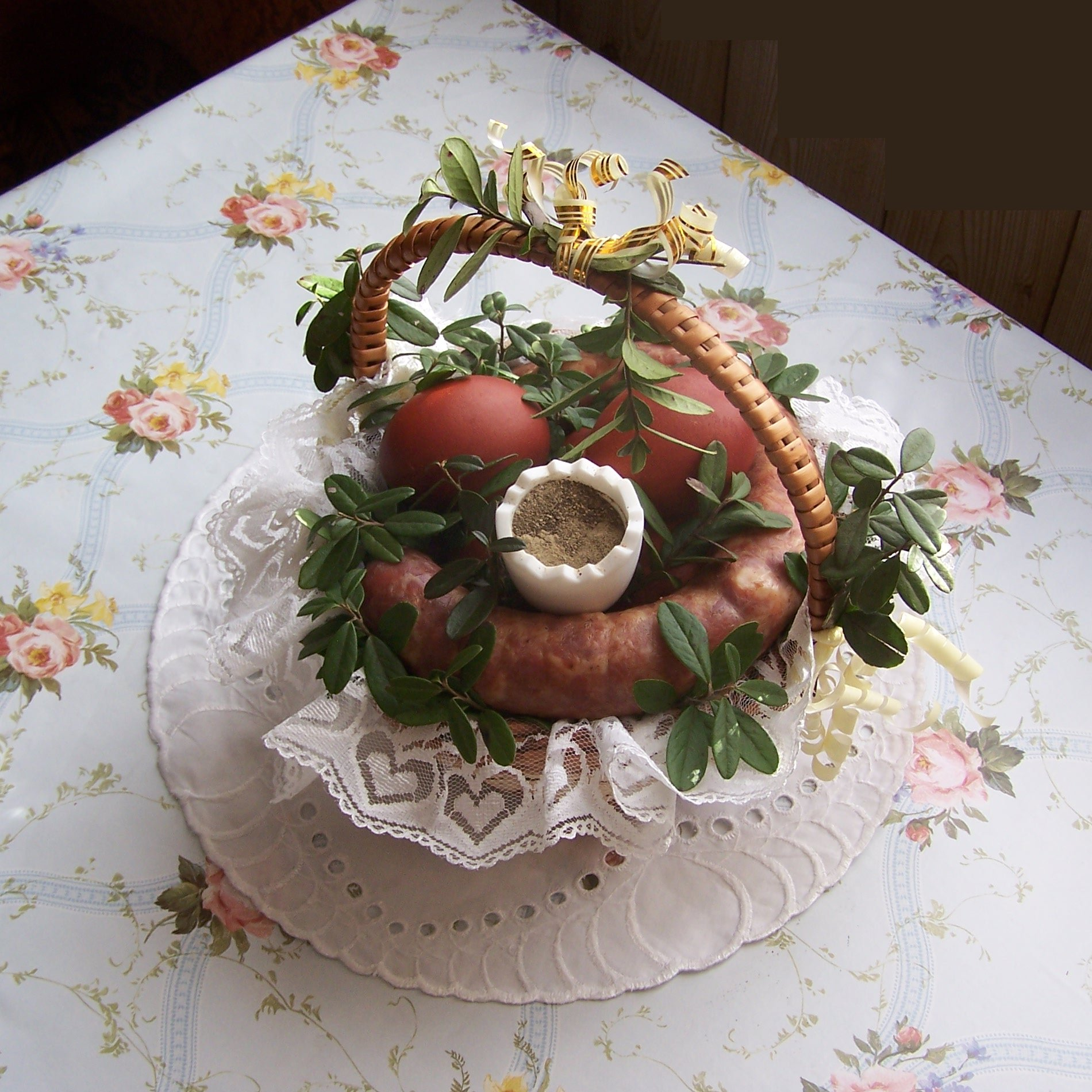
kraszanki

  - hồng: nước ép củ dền.

## Drapanki
Drapanki hoặc skrobanki được tạo ra bằng cách cào vào bề mặt của kraszanka bằng một công cụ có độ sắc bén để lộ màu trắng của vỏ trứng. 

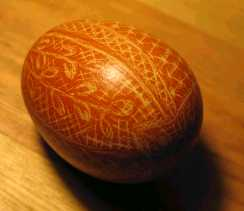
drapanka với thuốc nhuộm màu đỏ

## Pacenka
Pacenka được tạo ra bằng cách vẽ hoặc sơn. Kỹ thuật truyền thống đòi hỏi vỏ trứng phải được phủ một lớp sáp nóng chảy trong đó mô hình bị trầy xước. Trứng sau đó ngâm vào thuốc nhuộm. Cuối cùng, sáp ngăn thuốc nhuộm bám vào vỏ trứng được loại bỏ. Do đó, mô hình được tạo ra theo cách tương tự như kỹ thuật sgraffito.

## Naklejanki
Naklejanki hoặc nalepianki được trang trí với những cánh hoa của cây cơm cháy, những mẩu giấy đầy màu sắc (bao gồm cả wycinanki) hoặc bằng những miếng vải. Phổ biến ở Łowicz và khu vực xung quanh.

## Oklejanki
Oklejanki hoặc wyklejanki được trang trí bằng cây bồ hoàng bấc hoặc sợi. Chúng phổ biến ở vùng Podlaskie của Ba Lan. 

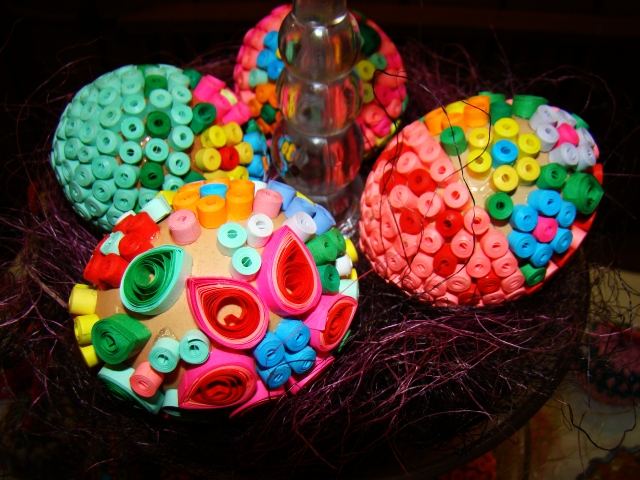
wyklejanki

Ngày xưa, chỉ có phụ nữ trang trí trứng. Đàn ông không được phép tham gia trang trí trong suốt quá trình, vì người ta tin rằng họ có thể bỏ bùa vào trứng và gây ra xui xẻo.
Ngày nay ở Ba Lan, trứng và pisanki được thần thánh hóa vào Thứ Bảy Phục Sinh cùng với giỏ Phục Sinh truyền thống. Vào Chủ nhật Phục Sinh, trước bữa sáng nghi lễ, những quả trứng này được trao đổi và chia sẻ giữa các gia đình tại bàn. Đây là một biểu tượng của tình bạn, tương tự như việc chia sẻ Opłatek (wafer Giáng sinh) vào đêm Giáng sinh.